# Immanuel Kant
Immanuel Kant (n. 22 aprilie 1724, Königsberg, Regatul Prusiei – d. 12 februarie 1804, Königsberg, Regatul Prusiei) a fost un filosof german, unul din cei mai mari gânditori din perioada iluminismului în Germania. Kant este socotit unul din cei mai influenți filosofi din istoria culturii apusene. Prin fundamentarea idealismului critic, a exercitat o enormă influență asupra dezvoltării filosofiei în timpurile moderne. În special Fichte, Schelling și Hegel și-au dezvoltat sistemele filosofice pornind de la moștenirea lui Kant. Cei mai mulți scriitori și artiști din vremea lui au fost influențați de ideile sale în domeniul esteticii, operele lui Goethe, Schiller sau Kleist neputând fi înțelese fără referința la concepțiile filosofice dezvoltate de Kant.
Într-una din lucrările majore ale lui Kant, Critica rațiunii pure (1781), el a încercat să explice relația dintre rațiune și experiența umană și să meargă dincolo de eșecurile filozofiei și metafizicii tradiționale. Kant a vrut să pună capăt unei epoci a teoriilor inutile și speculative ale experienței umane, rezistând în același timp scepticismului gânditorilor precum David Hume.

## Biografie

### Familie și mediu
Immanuel Kant se naște la 22 aprilie 1724 la Königsberg, în Prusia orientală, unul dintre cei cinci copii, care vor atinge maturitatea, din cei nouă născuți ai părinților săi; avea o soră mai mare, două surori mai mici și un frate mezin, Johann-Henrich. Botezat "Emanuel", el și-a schimbat numele în "Immanuel" după ce a învățat ebraica. Educația lui a fost strictă, punitivă și disciplinară și s-a axat pe instruirea latină și religioasă asupra matematicii și științei. 
Orașul său natal era prosper, avea o universitate și era deschis comerțului maritim și deci ținuturilor cu limbi și obiceiuri diferite. Kant va spune despre Königsberg că este un oraș "adaptat dezvoltării cunoașterii oamenilor și a lumii, și în care, fără a călători, această cunoaștere poate fi însușită". Kant va ieși rareori din orașul său.
Kant provine din mediul social sărac. Tatăl său era meșter șelar. Mama sa i-a dat o educație riguroasă, pioasă și deschisă cunoașterii.
Învață să scrie și să citească în Hospitalschule, o suburbie a orașului. Contrar celor invocate de Kant, strămoșii săi nu erau originari din Scoția, străbunicul său, Richard Kant, fiind de fapt de origine baltică, născut la Prökuls, oraș situat astăzi în Lituania. Fiul lui Richard se stabilise ca meșter șelar în Mamel, unde îl învață meseria pe fiul său, Johann-Georg, care se va instala la Königsberg. Cele două fiice ale lui Richard Kant se vor căsători cu scoțieni și aceasta e probabil originea credinței lui într-o ascendență scoțiană. Mama lui Immanuel Kant, Anna-Regina, născută Reuter, originară din Nürnberg, era la rândul ei fiica unui șelar. Grație sprijinului unui pastor, prieten al familiei, Albert Schultz, Kant poate intra la colegiul Frederic (Fridericianum). Elev strălucit, își însușește o bună cunoaștere a autorilor latini. Învățământul la colegiu este preponderent religios, în spirit pietist; regulile erau stricte și nu existau vacanțe. Fiecare gest al existenței era impregnat de acest spirit, lucru redat de Kant în Religia în limitele rațiunii simple (1793). Fiecare elev trebuia să se trezească la 6 dimineața, iar cursurile începeau la 7. Miercurea și sâmbăta se făceau cursuri facultative de matematici, franceză și poloneză. Studiul limbilor elină și ebraică era obligatoriu, alcătuind baza învățământului teologic. În schimb, nu se predau științele naturii și istoria. Profesorul său, Heydenreich, îi va deschide gustul pentru literatura latină clasică.

### Tinerețe
În toamna anului 1740, în vârstă de 17 ani, intră la Universitatea din Königsberg la Facultatea de Teologie, la care urmează și cursuri de filozofie, fizică, matematică. Mentorul său a fost Martin Knutzen care l-a îndrumat spre studiul filosofiei lui Wolff și al fizicii lui Newton. Kant se orientează spre secțiunea clasică, Lateinschule. Disciplinele principale erau latina (până la 20 de ore săptămânal) și teologia (în sens de studiu al catehismului); se familiarizează cu filozofia lui Leibniz. De aici dragostea lui Kant pentru poezia latină și aversiunea față de formalismul cultului religios.
Kant va lucra trei ani la Reflecții asupra unei veritabile evaluări a forțelor vii, lucrare care va fi imprimată în 1746 dar a cărei versiune definitivă datează din 1749.
În 1747 părăsește universitatea înainte de a obține toate gradele, din pricina morții tatălui său. Devine astfel preceptor în familii nobile și burgheze din împrejurimile Königsbergului. În perioada 1747-1750 lucrează în satul Judtschen, foarte aproape de Gumbinnen, unde se ocupă de educația fiului pastorului Andersch. În 1750, în timpul verii, merge în cealaltă extremitate a provinciei, la Osterode, unde își găsește un post de preceptor în familia unui proprietar de pământuri, Major von Hülsen, care îi încredințează educația a trei tineri. Apoi devine preceptor la contele de Keyserling, pe lângă contesa de Keyserling, care va schița și primul portret cunoscut al lui Kant.
Întors la Königsberg, scrie Cosmogonie, sau eseu asupra deducției originii Universului, a formării corpurilor cerești și a cauzelor mișcării pornind de la legile mișcării universale a materiei și ale lui Newton. În 1754, Putem ști dacă Terra îmbătrânește din punct de vedere fizic? și, în 1755, Istoria universală și teoria cerului sau eseu asupra concepției și originii mecanice a ansamblului Universului după principiile lui Newton. Lucrarea din urmă a apărut anonim în primăvara lui 1755 și conținea o dedicație pentru regele Frederic II, dar editorul dă faliment și lucrarea nu apare la data prevăzută.

### Profesorat
În 1755, se întoarce la Königsberg; pe baza scrierilor sale, se pregătește pentru Magisterexamen (echivalentul actual al doctoratului) și obține din partea universității autorizația de a preda acolo cursuri în calitate de Privatdozent. La 17 aprilie 1755 își susține "disertația magistrală" intitulată "Schiță sumară a câtorva meditații despre foc", un manuscris de douăzeci de foi în limba latină. Ceremonia oficială de învestitură și de promovare solemnă în gradul de "Magister" are loc pe 12 iunie. Decanul ține un discurs privitor la o problemă de limbă ebraică iar noul Magister face un expozeu în latină la capătul căruia mulțumește comunității științifice pentru bunăvoința de a-i fi deschis porțile cunoașterii. În urma disertației "Principiorum primorum cognitionis metaphysicae nova dilucidatio" i se acordă, la 27 septembrie 1755, "venia legendi". Kant devine așadar Privatdozent, adică un profesor plătit de studenții săi și nu de către stat. Schultz îl va întâmpina, în momentul primirii, cu întrebarea: "În inima dumneavoastră, vă temeți de Dumnezeu?". Va rămâne acolo vreme de 15 ani (până în 1770). În aprilie 1756, Kant îi cere lui Frederic al II-lea să-i acorde postul de profesor extraordinar (adică fără remunerație), rămas vacant de cinci ani, și redactează astfel a treia disertație latină regulamentară (Monadologia fizică), însă cererea sa este respinsă și statul suprimă postul vacant; Kant avea să aștepte încă paisprezece ani înainte de a deveni profesor. Universitatea îl numește în 1765 sub-bibliotecar la Biblioteca Regală, post foarte prost plătit (va renunța la el în 1772), pentru a spori firavele sale venituri și a răscumpăra într-un fel eșecul candidaturii pentru catedră.
În 1770, Kant este în fine numit profesor titular ("professor ordinarius") la catedra de logică și metafizică cu a sa Disertație asupra formei și principiilor lumii sensibile și ale lumii inteligibile. Este prima schiță a unei filozofii propriu-zis kantiene. În timpul primelor cursuri de iarnă va preda logică, metafizică, științele naturii și matematici, iar mai apoi cursuri de geografie fizică, de etică și de mecanică. Cursurile sale atrag rapid un numeros auditoriu. Până atunci, Kant publicase intens. Va înceta să publice vreme de zece ani, timp în care își va elabora opera cu caracter enciclopedic; Kant se interesează de tot: frumosul, știința, politica, Revoluția franceză, dreptul, cutremurul de la Lisabona și maladiile cerebrale. Va preda, de altfel, în aproape toate disciplinele.

### Idei și consacrare
Așa cum o va spune în Prolegomene, a fost deșteptat din "somnul dogmatic" de lectura cărții lui David Hume, Cercetare asupra intelectului omenesc. Va analiza operele lui Newton, Hume și mai ales Rousseau, care, după propriile-i cuvinte, îl aduc pe "drumul drept" și îi provoacă o "revoluție în reflecție". Kant crezuse până atunci că sursele cunoașterii nu se află în experiență ci în spirit, în rațiune. Aceasta era teoria intelectualistă sau dogmatismul. Pentru Hume, dimpotrivă, toate cunoștințele noastre sunt ivite din experiență. Originalitatea filozofiei kantiene, sprijinită pe progresul fizicii de la Galilei la Newton, va consta în încercarea unei sinteze a amândurora, ideea că experiența și judecata permit deopotrivă cunoașterea. Așa cum va scrie mai târziu, intuiția fără concept e oarbă iar conceptul fără intuiție este vid. Ceea ce caută Kant e înainte de toate un fundament pentru uzul rațiunii, ceea ce implică recunoașterea limitelor puterii sale. Acestea vor fi temele celei dintâi mari opere kantiene (scrisă în patru luni), Critica rațiunii pure, a cărei primă ediție datează din 1781. Kant avea 57 de ani și era deja celebru prin ceea ce publicase anterior, dar adevărata sa operă abia începe.
Rațiunea nu poate cunoaște totul. Ea este deci limitată în domeniul cunoașterii. În schimb, are o valoare în domeniul practic, așadar moral. Aceasta este tema Criticii rațiunii practice, publicată în 1787.
Rămân prin urmare de reconciliat sferele naturii, în care condițiile de posibilitate ale cunoașterii au fost determinate în Critica rațiunii pure, și ale libertății, al cărei fundament a fost stabilit în Critica rațiunii practice. Aceasta e tema Criticii puterii de judecare care a apărut în 1790 și marchează desăvârșirea esențialului filozofiei kantiene.
În 1780 devine membru în Senatul universității, iar în 1787 membru al Academiei de științe din Berlin. În semestrul de vară din 1786, este numit pentru prima oară rector, titlu conferit de Frederic II.
Kant va rămâne profesor până în 1797. De la 7 la 10 dimineața cursurile de filozofie alternează cu antropologia, geografia fizică și uneori fizica și matematicile. Nu-și citea cursurile ci vorbea liber, deși urma întotdeauna un manual de bază pentru a satisface prescripțiile academice prusace. În 1794, guvernul prusac îi interzice să se ocupe de materiile religioase în cursurile și publicațiile sale, lucru pe care Kant îl acceptă.

### Viața personală
În timpul studenției era un jucător pasionat de cărți, iar jucând biliard pe bani își finanța studiile.
Pentru echitatea sa, marea știință și schimburile agreabile de idei, Kant câștigă stima concetățenilor săi, a Universității, a auditorilor și a foștilor săi elevi. Reputația sa e atât de mare, încât se va constitui către 1790 o adevărată industrie a copiștilor pentru a satisface, contra cost, numeroasele cereri de a deține cursurile sale procurate prin intermediul copiilor realizate de studenți.
Viața lui Kant se confundă cu viața profesională și cu doctrina sa. Nu a fost căsătorit și nu a părăsit niciodată granițele țării. Traiul său este unul tihnit, sănătos și regulat: trezit la 5, își începe ziua fumându-și pipa și luând ceaiul; lucrează apoi până la 7, ora primului curs. La întoarcere, lucrează până la orele 13. E timpul prânzului, singurul său moment de repaus din zi. Nu mănâncă niciodată singur. Invitații săi, în număr de trei până la nouă, pentru ca ansamblul convivilor să nu fie inferior numărului Grațiilor nici superior celui al Muzelor, nu sunt preveniți decât în dimineața respectivă, pentru a nu trebui să renunțe la o altă invitație: nu vin astfel decât aceia care sunt liberi. Este foarte îngrijit asupra aparențelor persoanei sale, motiv pentru care va inventa pentru folosul propriu o centură mecanică (cf. portretul ironic al lui Thomas de Quincey, Ultimele zile ale lui Immanuel Kant). Conviv apreciat, amator de vinuri bune, Kant nu încurajează niciodată discuțiile privitoare la opera sa. Prânzul se prelungește după orele după-amiezii, moment în care Kant se va duce să-și facă plimbarea zilnică (totdeauna la aceeași oră, cu excepția, se pare, a zilei în care avea să sosească curierul anunțând Revoluția Franceză; după unii, excepțiile care i-au tulburat faimoasa plimbare rituală au fost două: publicarea Contractului social al lui Rousseau, în 1762, pe care-l citește complet absorbit și pierde șirul timpului, și anunțul victoriei franceze de la Valmy, în 1792). Întors acasă, Kant lucrează până la orele 22.
În 1797, slăbit de vârstă, renunță la învățământ și își petrece ultimii ani din viață într-o retragere studioasă dar solitară. Moare la 12 februarie 1804, după o lungă perioadă de slăbiciune fizică și intelectuală, în vârstă de 79 de ani. Ultimele sale cuvinte au fost "Es ist gut" ("[Totul] e bine").
Oameni veniți din întreaga regiune au dorit să participe la funeralii. Chipul nu îi era alterat, dar corpul apărea a fi diminuat dincolo de orice descriere. Depuse în cripta Profesorilor, rămășițele sale pământești nu vor rămâne multă vreme acolo. Încă din 1809, până la criptă s-a format o alee care purta numele grecesc Stoa Kantiana. La 21 noiembrie 1880, rămășițele pământești sunt transferate într-o capelă gotică din preajma catedralei din Königsberg (astăzi, Kaliningrad), iar mormântul său, ornat cu un bust sculptat de Schadow și o copie a Școlii de la Atena a lui Rafael, poartă inscripționată fraza celebră din Critica rațiunii practice: "Două lucruri umplu sufletul de o admirație și o venerație mereu crescândă și nouă, în măsura în care reflecția și le întipărește și se atașează de ele: cerul înstelat deasupra mea și legea morală din mine".

## Ideile reflectate în operă

### Teoria cunoașterii
Una din lucrările cele mai importante ale lui Kant, care cuprinde întreg spectrul filozofiei sale, o constituie "Critica rațiunii pure" (Kritik der reinen Vernuft, 1781), opera sa capitală, în care cercetează bazele procesului de cunoaștere. Kant încearcă să integreze într-o concepție unitară cele două poziții contrare ale teoriei cunoașterii din vremea sa, pe de o parte raționalismul lui René Descartes, pe de alta empirismul filozofilor englezi John Locke și David Hume. În acest scop, Kant face deosebirea între judecata analitică și cea sintetică. În cazul judecății analitice, valoarea de adevăr derivă din analiza însăși a conceptului, fără a mai fi nevoie de un experiment, respectiv de o percepție senzorială. În situația în care un raționament nu este suficient pentru a determina adevărul și este nevoie de o observație senzorială sau experiment, atunci avem de a face cu o judecată sintetică. Evident, toate cunoștințele valabile la un moment dat derivate din experiență au prin urmare un caracter sintetic. În continuare, Kant împarte judecățile în empirice sau a posteriori și judecăți a priori. Judecățile empirice sunt în întregime dependente de percepția senzorială, de ex.: afirmația: "acest măr este roșu". Dimpotrivă, judecățile a priori posedă principial o valabilitate independentă de cazul individual și nu sunt bazate pe observație senzorială, de ex.: "doi și cu doi fac patru" reprezintă o afirmație apriorică.
Kant susține că noțiunile de timp, spațiu și cauzalitate, care fundamentează legile ce guvernează relațiile lucrurilor dintre ele, nu sunt legate de obiectele din natură ci, dimpotrivă, sunt pure forme apriorice și stau la baza capacității de cunoaștere a subiectului, fiind astfel transferate realității obiective. Spațiul, timpul și cauzalitatea sunt prin urmare forme care funcționează în procesul de percepție ca tipare, cu scopul de a ordona și structura toate impresiile senzoriale. "Lucrul în sine" (das Ding an sich), adică așa cum este în esența sa, nu poate fi cunoscut, pentru că subiectul intră doar în posesia impresiei asupra lucrului, a "fenomenului", a apariției senzoriale a "lucrului în sine", care singură poate fi percepută, spre deosebire de ceea ce Kant denumește noumen, care se sustrage capacității de cunoaștere. Această cercetare critică a condițiilor percepției și cunoașterii este denumită de Kant "filosofie transcendentală", filosofie care investighează premisele și limitele necesare la care este supusă cunoașterea subiectului.

### Probleme de etică
În alte două lucrări, "Întemeierea metafizicii moravurilor" (Grundlegung zur Metaphysik der Sitten, 1785) și "Critica rațiunii practice" (Kritik der praktischen Vernunft, 1788), Kant prezintă sistemul său etic, care se bazează pe convingerea că rațiunea este cea mai înaltă instanță a moralei. Din acest punct de vedere, există două moduri în luarea unei decizii dictate de voință: un imperativ condiționat sau ipotetic, care decurge dintr-o înclinare subiectivă și urmează un anumit scop individual, și un "imperativ categoric", care se supune unei legi obiective, universal valabilă și necesară. Kant formulează astfel principiul "imperativului categoric", considerat ca fundament al moralei: "Acționează în așa fel încât maxima acțiunilor tale să poată fi impusă ca lege universală".

#### Etica sexualității
Kant vedea sexualitatea ca fiind degradantă deoarece „face persoana iubită obiect al dorinței”.
Kant s-a opus categoric masturbării, dar argumentele sale au fost respinse drept eronate de eticienii din secolele XX și XXI. Conform unui interviu cu Emilian Mihailov, „când te uiți ce justificare propune, te ia râsul”, iar a defini masturbarea ca imorală este o confabulație morală.

### Concepția politică
Kant a fost figura proeminentă a perioadei de iluminism în Germania și în această calitate a dezvoltat ideea de "libertate", pornind de la concepțiile sale asupra moralei. Prin libertate el nu înțelege un liber arbitru lipsit de legi, ci libertatea de autodeterminare, de respectare conștientă a legilor, care derivă din rațiune. Deviza lui Kant, "Sapere aude !" ("Îndrăznește să știi !"), să ai curajul de a te servi de rațiune, a devenit deviza mișcării iluministe împotriva absolutismului. O societate liberă trebuie să fie alcătuită din cetățeni capabili de a înțelege democrația și de a gândi liber. În lucrarea sa elaborată către sfârșitul vieții, "Spre pacea eternă" (Zum ewigen Frieden, 1795), Kant preconizează o comunitate a popoarelor, o federație universală alcătuită din state reprezentativ republicane, în care să fie eliminate conflictele de interese ce duc la război. Premizele unei ordini pașnice ar trebui să fie: 1. Constituție republicană a statelor; 2. O uniune pacifică de state libere; 3. Libera circulație a cetățenilor bazată pe un drept de ospitalitate. În aceste condiții ar fi posibil un tratat de pace universală, al cărui miez l-ar constitui legea morală derivată din concepția etică a lui Kant. Relațiile dintre state ar trebui să aibă același caracter ca și relațiile între indivizi.

### Estetica
În a treia lucrare de critică, "Critica puterii de judecare" (Kritik der Urteilskraft, 1790), Kant abordează problemele de estetică. Frumosul artistic este strâns legat de alcătuirea naturii, în special când aceasta dă prilejul senzației de sublim. "Frumos" în sens estetic este ceea ce se contemplă cu o satisfacție dezinteresată, lipsită de intenție sau scop personal, în forma sa cea mai pură. Această concepție a influențat în mod hotărâtor mișcarea literară denumită "Sturm und Drang" ("Furtună și Avânt").
Estetica lui Kant pornește de la o problemă fundamentală, pe care el a formulat-o în mai multe feluri, dându-i uneori structura unei „antinomii„. Conform „antinomiei gustului”, judecata estetică pare să se afle în conflict cu ea însăși : ea nu poate să fie estetică (o expresie a unei experiențe subiective) și în același timp o judecată (pretinzând acord universal). Și totuși oamenii, numai în virtutea raționalității lor, sunt dispuși sa emită astfel de judecăți. Pe de o parte, un anumit obiect le produce o senzație de plăcere, o plăcere imediată, care nu se bazează pe o conceptualizare a obiectului sau pe o cercetare a cauzei, scopului sau alcătuirii acestuia. Pe de altă parte ei își exprimă plăcerea sub forma unei judecăți, vorbind despre „frumusețe ca și cum ar fi o proprietate a obiectului”, reprezentând astfel plăcerea pe care o resimt ca fiind valabilă în mod obiectiv. Atitudinile, sentimentele și judecățile noastre sunt numite estetice tocmai pentru motivul că au o legătură directă cu experiența. Prin urmare nimeni nu poate să judece asupra frumuseții unui obiect pe care nu l-a văzut sau auzit niciodată. Numai experiența este aceea care face posibilă întotdeauna o judecată estetică, ci nu gândirea conceptuală, astfel că orice factor care alterează experiența unui obiect alterează și semnificația sa estetică (de aceea poezia nu poate fi tradusă fără a pierde ceva din frumusețea originală).

## Concepția cosmogonică
Pe lângă preocupările sale filozofice, Kant a publicat și o serie de lucrări în domeniul științelor naturii. Una din cele mai importante este "Istoria generală a naturii și teoria universului" (Allgemeine Naturgeschichte und Theorie des Himmels, 1755), în care expune ipoteza genezei universului dintr-o nebuloasă, ipoteză care a fost dezvoltată mai târziu, independent de Kant, de către Pierre de Laplace.

## Concepția religioasă
Ideea lui (și a altora) de a căuta principii etice generale a izvorât din respingerea moralității tradiționale.
Kant a menținut idealurile creștine de ceva timp, dar s-a luptat să reconcilieze religia cu credința sa în știință. În lucrarea sa Întemeierea metafizicii moravurilor, el dezvăluie o credință în nemurire ca o condiție necesară a abordării omenirii la cea mai înaltă morală posibilă. Cu toate acestea, deoarece Kant era sceptic cu privire la unele dintre argumentele care i-au fost folosite anterior de el în apărarea teismului, și a susținut că înțelegerea umană este limitată și nu pot obține niciodată cunoștințe despre Dumnezeu sau despre suflet, diverși comentatori l-au numit un agnostic filozofic.
În ceea ce privește concepția religioasă a lui Kant, câțiva critici au subliniat deismul, de exemplu Peter Byrne, care a scris despre relația precisă a lui Kant cu deismul. Alți critici au remarcat în concepția morală a lui Kant o trecere de la deism la teism, de exemplu Allen W. Wood și Merold Westphal. În ceea ce privește cartea lui Kant intitulată Religia în limitele rațiunii, a fost evidentiat că filosoful Kant reduce religiosul la rațional, religia la morală și creștinismul la etică.
Kant dorea eutanasia tuturor religiilor revelate. El se opunea caracterului infantilizant al religiei revelate. Pentru el credințele religioase sunt prin definiție subiective: ele pot fi rațional valabile, dar sunt subiective.
El a afirmat: „A trebuit să neg cunoașterea pentru a face loc credinței.” Adică sufletul și Dumnezeu nu pot fi obiecte ale cunoașterii.
Kant dorea așezarea moralității pe baze solide, raționale, nu pe baza șubredă a unei religii pe cale de a apune. Dar Kant nu refuza existența lui Dumnezeu, a sufletului omenesc sau datoria către Dumnezeu. Prin a declara că Dumnezeu și sufletul sunt incognoscibile, el le-a imunizat față de critica rațională. De aceea Nietzsche îl vedea pe Kant drept „teolog sub acoperire”.
Furia lui Hume și Kant nu era îndreptată împotriva teologiei creștine, ci împotriva pericolului teologiei păgâne; prin refuzul teologiei naturale, ei negau legitimitatea teologiei păgâne.

## Urmările filozofiei lui Kant
Kant se înscrie în rândul celor mai mari filozofi ai istoriei timpurilor moderne. Dezvoltarea ulterioară a filozofiei europene, în special a idealismului german (Schelling, Hegel) și a așa-numitului neo-kantianism, reprezentat printre alții de Wilhelm Windelband, dar și a unor curente contemporane, cum ar fi filozofia Hannei Arendt sau a lui John Rawls, nu pot fi concepute în afara cunoașterii filozofiei lui Kant. Un studiu aprofundat al filozofiei presupune în mod necesar cunoașterea filozofiei kantiene.